# Rynninge IK
Rynninge IK är en idrottsklubb i Rynninge i norra Örebro, grundad 1932.
Idag sysslar Rynninge IK bara med fotboll, men på 1940-talet var klubbens handbollslag i kvartsfinal i SM mot IF Majorna från Göteborg.
Grenadjärvallen har varit klubbens hemmaarena sedan 1944, frånsett då planen lades om. 
A-laget har genom åren mest pendlat mellan Division 3 och 4, i mitten av 1990-talet mellan Division 2 och 3. Under slutet av 1990-talet etablerade sig klubben som ett stabilt Division 2-lag. 2004 spelade de i Division 3 men lyckades 2005 ta sig tillbaks till Division 2 men föll ur igen 2008 till Division 3 Västra Svealand. Åter i Division 2 inför säsongen 2011 efter att ha vunnit Division 3 Västra Svealand 2010. Rynninge IK blev klara för Division 1 säsongen 2018.
Föreningen har genom åren fostrat några kända spelare, varav den före detta ÖSK-spelaren Nordin Gerzic kanske är den mest kända. Under sju år i 2000-talets början tränades Rynninge IK:s A-lag av Alexander Axén som senare via ÖSK blivit allsvensk tränare i GAIS. Nuvarande huvudtränaren Stellan Karlsson verkade tidigare som spelare i bland annat BK Forward och Rynninge IK men har nu sadlat om till en tränarkarriär. Klubben har också ett inomhusfotbollslag, och man har spelat i hallsvenskan och gått till semifinal i inne-SM på 1990-talet.

## Spelartruppen 2019
| Nummer      | Land      | Spelare                      | Födelsedatum     | Kom från              | Moderklubb     |           |
| Målvakter   | Målvakter | Målvakter                    | Målvakter        | Målvakter             | Målvakter      | Målvakter |
| ----------- | --------- | ---------------------------- | ---------------- | --------------------- | -------------- | --------- |
| 20          | Sverige   | Daniel Angergård             | 21 april 1999    | -                     | Rynninge IK    |           |
| 22          | Sverige   | Andreas Carlström            | 24 juli 1991     | IFK Örebro            | Östansjö IF    |           |
| Försvarare  |           |                              |                  |                       |                |           |
| 4           | Sverige   | Mattias Florén               | 4 maj 1993       | Syrianska IF Kerburan | IK Franke      |           |
| 6           | Sverige   | Viktor Franssila             | 13 mars 1998     | Nora BK               | Örebro SK      |           |
| 7           | Sverige   | Sebastian Bichler Bergenheim | 18 juli 1993     | Karlslunds IF         | KB Karlskoga   |           |
| 92          | Sverige   | Jens Arrby                   | 3 april 1992     | BK Forward            | Rynninge IK    |           |
| Mittfältare |           |                              |                  |                       |                |           |
| 8           | Sverige   | Anes Edris                   | 11 januari 2001  | BK Forward            | BK Forward     |           |
| 11          | Sverige   | Kristoffer Näfver            | 28 mars 1986     | BK Forward            | Adolfsbergs IK |           |
| 12          | Sverige   | Alexander Florén             | 25 juli 1992     | BK Forward            | Rynninge IK    |           |
| 16          | Sverige   | Linus Jansson                | 3 juni 1997      | Örebro SK             | Adolfsbergs IK |           |
| 17          | Sverige   | Henrik Hultberg              | 6 augusti 1997   | Örebro SK             | Lillåns IF     |           |
| 18          | Sverige   | Emil Berger                  | 23 maj 1991      | BK Forward            | Degerfors IF   |           |
| 23          | Sverige   | August Holmberg              | 17 januari 1991  | BK Forward            | Rynninge IK    |           |
| 56          | Sverige   | Miran Abdulrahman            | 21 juli 1994     | Örebro Syrianska IF   | Rynninge IK    |           |
| -           | Sverige   | Pontus Hatula                | 3 april 2002     | -                     | Rynninge IK    |           |
| Anfallare   |           |                              |                  |                       |                |           |
| 9           | Sverige   | Haris Karahmet               | 21 augusti 1993  | Örebro SK             | IK Sturehov    |           |
| 10          | Sverige   | Martin Springfeldt           | 17 februari 1996 | Örebro SK             | Köping FF      |           |
| 13          | Sverige   | Jonathan Lundberg            | 27 oktober 1997  | Örebro SK             | Rynninge IK    |           |
| -           | Sverige   | Tidjani Diawara              | 19 april 1998    | Nyköpings BIS         | Rynninge IK    |           |